# Invencionario
El Invencionario es un compendio del siglo XV escrito en castellano que propone catalogar los descubridores de las cosas necesarias tanto para la sustentación de la vida temporal como para la adquisición de la eternal. Fue compuesto alrededor de 1467 por Alfonso de Toledo, vecino de Cuenca y bachiller en decretos, que no debe confundirse con Alfonso Martínez de Toledo, arcipreste de Talavera. Según  referencias autobiográficas sacadas del Ínvencionario, este Alfonso de Toledo nació en Toledo, vivió en Cuenca y había compuesto anteriormente un Espejo de las historias, ahora perdido, para el Obispo de Cuenca.
Aunque la idea motriz del Invencionario es reflejar quiénes inventaron las cosas, trasciende este objetivo para buscar los orígenes de aspectos concretos de la realidad y en la segunda parte se preocupa fundamentalmente por asuntos religiosos. Aunque en su época no conoció los honores de la imprenta, este trabajo erudito debió gozar de cierta estima, a juzgar por su extensa difusión manuscrita. Está en la línea de ciertos escritos humanísticos como el De rerum inventoribus libri octo de Polidoro Virgilio, pero es anterior y más breve y, a diferencia de la poliantea del humanista de Urbino, sus fuentes son casi exclusivamente la Biblia y las autoridades eclesiásticas, en especial las Decretales y las historias de Pedro Coméstor y Ptolomeo de Luca, tomando escasamente de fuentes grecolatinas clásicas. El libro se divide en dos partes, dedicadas, la primera a las cosas necesarias al sustento temporal, y la segunda, más extensa, a las necesarias a la vida espiritual. En ésta se divide el tiempo histórico en tres dispensaciones teológicas:
- Ley de Natura (hasta la promulgación del Decálogo)
- Ley de la Escriptura.
- Ley de la Gracia.

Así va expresando los orígenes de cada institución espiritual en cada uno de los tres periodos (la fe, la oración, los ayunos, las fiestas, el sacerdocio...) Pero el autor, que sigue en líneas generales este plan, lo utiliza como excusa para expresar las digresiones y anécdotas más peregrinas con una curiosidad y amenidad que reflejan ya el gusto moderno del Renacimiento. Así, por ejemplo, se las ingenia al tratar sobre la Fe para hacer un largo excursus sobre las herejías y, al hablar del papado, refiere con pelos y señales la historia de la papisa Juana. Al respecto, el historiador decimonónico de la literatura medieval española José Amador de los Ríos comenta:

Aplaudido por su Espejo de las Istorias, componía el bachiller Toledo y dedicaba en 1474 al arzobispo don Alfonso Carrillo su Invencionario, peregrino tratado, cuyo simple título está muy lejos de revelar el objeto, a cuyo logro aspiraba [...]. Júzgase generalmente que es el Invencionario un catálogo de los descubrimientos más notables debidos a las artes y a las ciencias; error tanto más digno de repararse cuanto que basta a desvanecerlo la simple lectura de la dedicatoria y del primer título de la expresada obra [...]. Mostrábase en ella Alfonso de Toledo erudito en todo extremo, como quien mucho se pagaba de los títulos académicos que decoraban su nombre, y a tal punto llevaba esta predilección a los estudios eruditos que parecía en cierto modo avergonzarse de haber escrito el Invencionario en el romance materno, circunstancia no para olvidada, al seguir el movimiento general de las letras durante el siglo que historiamos
de los Ríos, J. Amador (1865). Historia crítica de la literatura española VII. Madrid: Imprenta a cargo de Joaquín Muñoz. pp. 173-176.

La única edición moderna es la de Philip O. Gericke, Invencionario (Madison: The Hispanic Seminary of Medieval Studies, 1992).